# مزرعه سرور

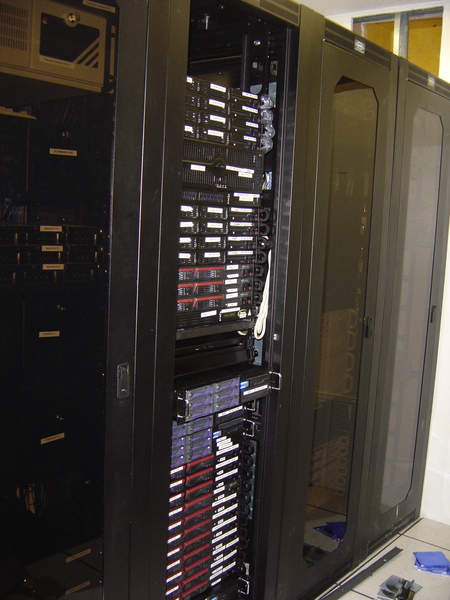
ردیفی از قفسه‌ها در یک مزرعهٔ رایانه.

کارسازگان یا مزرعهٔ سرور (به انگلیسی: server farm) یا خوشهٔ سرور (به انگلیسی: server cluster) مجموعه‌ای از سرورهای رایانه‌ای است که معمولاً برای اهداف تجاری مورد استفاده قرار می‌گیرند. این اهداف با استفاده از رایانه‌هایی با توان معمولی قابل دستیابی نیستند. سرورهای موجود در مزرعه دارای پشتیبانی هستند به‌طوری‌که در صورتی که سرور موجود در مزرعه به هر دلیلی دچار مشکل گردد، سرورِ پشتیبان وارد مدار خواهدشد. سرورهای مزرعه معمولاً در مکانی یکسان با سویچ‌ها و / یا مسیریاب‌ها قرار دارند. با این کار امکان برقراری ارتباطی مؤثر بین سرورهای خوشه و کاربران با یکدیگر را فراهم می‌آورد. رایانه‌ها، مسیریاب‌ها، فراهم‌کنندگان توان الکتریکی و سایر وسایل الکترونیکی را درون قفسه‌های ۱۹اینچی‌ای که در اتاق سرورها یا مراکز داده قرار می‌گیرند.

## کاربرد
مزارع سرور در مبحث خوشه‌سازی رایانه‌ها بسیار رایج است. بسیاری از ابر رایانه‌های جدید شامل تعدادی از این مزارع است. رایانه‌هایِ این مزارع از سرعت بسیار بالایی در پردازنده‌های مرکزی برخوردارند، که از طریق خطوط اترنت گیگابیتی یا ارتباطاتی به که موسوم به انفینی‌باند یا میردنت با یکدیگر در ارتباط هستند. میزبانی وب از کاربردهای رایج مزارع سرور هستند، گاهی از این مجموعه به صورت کلی با ناممزرعهٔ وب نیز یاد می‌شود. از دیگر موارد استفاده از مزارع سرور می‌توان به علوم، شبیه‌سازی مانند (دینامیک محاسباتی سیالات) و نیز تفسیر تصاویر سه بعدی گرافیکی نام برد. (به مزرعهٔ تفسیر بنگرید).
مزارع سرور به صورت فزاینده‌ای در حال جایگزینیِ رایانه بزرگ در صنایع تجاری‌است. اگرچه هنوز مزارع سرور در بعضی موارد به سطحی از راحتیِ رایانه‌های بزرگ نرسیده‌اند. دلیل این امر را می‌توان در این موضوع جست که در مزارع بسیار بزرگ سرور، خطایی در هر سرور، موضوعی عادی است (هر روزه رخ خواهد داد)، بنابراین مدیریت مجموعه‌ای عظیم از سرورها که نیاز به مراقبت دارند باید به حساب آورده شود. مدیریتی که شامل پشتیبانی برای ایجاد افزونگی و نیز کشف و بررسی خطا و در نهایت، پیکربندی مجدد سرورِ خوشه‌است.

## کارایی

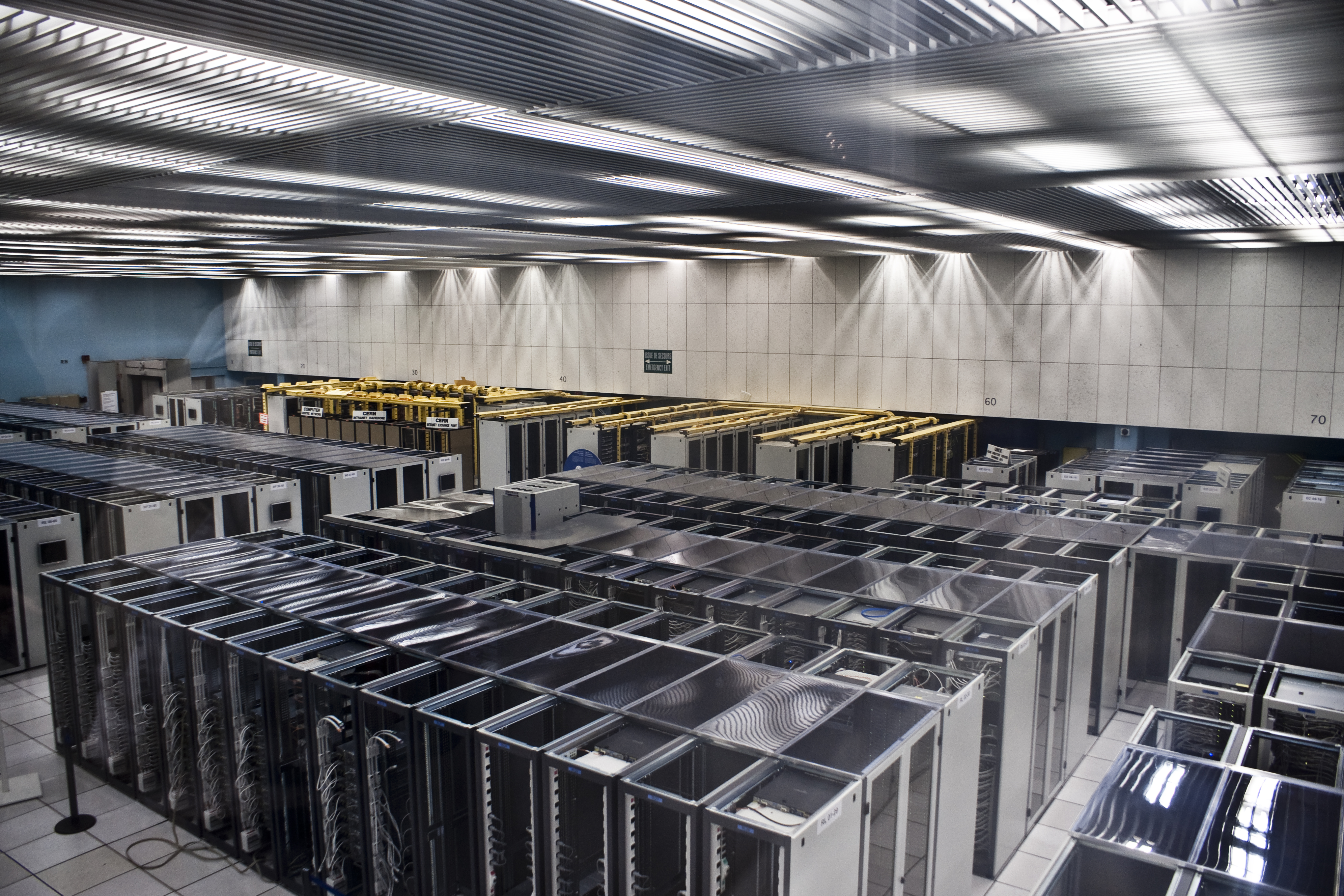
اتاق سرور در مرکز سرن در سوئیس

کارایی یک مزرعهٔ وسیع از سرورها (هزاران پردازند و بیشتر) معمولاً محدود به کارایی سرمایشی مرکز داده و نیز هزینه برق مصرفی است نه قدرت پردازنده‌ها. یک رایانه که در طول هفته و هر روز(۷*۲۴) روشن است (در طول زمان حیاتش)، هزینه‌ای به مراتب گزافتر از هزینه راه‌اندازی‌اش به بار خواهد آورد. به همین دلیل، موضوع بسیار مهم و بحرانی در طراحی هر دو سَمت سامانه‌ای بزرگ و دنباله‌دار، در نظر گرفتن کارایی بر توان به جایِ هزینه حداکثر کارایی (حداکثر کارایی /(واحد* هزینهٔ راه‌اندازی)) است؛ بنابراین برای سامانه‌هایی با دسترسی بالا که به صورت ۲۴*۷ اجرای می‌شود (برخلاف اَبَر رایانه‌ها)، تمرکز بیشتری بر رویِ موضوع صرفه‌جویی در مصرف انرژی است. این موضوع با توجه به متغیرهایی از قبیل سرعت کلاک، و قابلیت خاموش نمودن قطعات رایانه، بخش‌های پردازنده یا حتی خود رایانه (مثل مجازی‌سازی سخت‌افزاری و بیدارشدن از شبکه) بر اساس درخواست می‌باشد.

### کارایی بر وات
محکِ ارائه شده توسط ایی‌ایی‌بی‌ام‌سی ٬محک‌انرژی، محکِ اس‌پی‌ایی‌سی‌پاور، و شورای کارایی پردازش تراکنش محکِ تی‌پی‌سی-انرژی به عنوان محک‌هایی برای پیش‌بینیِ کارایی بر وات در مزارع سرور ارائه گردیده‌است. توانی که توسط هریک از تجهیزات موجود در قفسه‌ها را، می‌توان در واحد توزیع توان اندازه‌گیری نمود. بعضی از سرورها، قابلیت ردگیری توان مصرفی را دارا هستند، از این رو افرادی که سرورها را اداره می‌کنند می‌توانند به سادگی توان مصرفی سرورها را مشاهده و بررسی نمایند. توان استفاده‌شده در تمام مزرعهٔ سرور را می‌توان به عنوان بهره‌وری توان مؤثر یا بهره‌وری زیرساخت مرکز داده ارائه نمود.
براساس بعضی از تقریب‌ها، به ازای هر ۱۰۰ وات توانِ مصرفی در یک سرورِ در حالِ اجرا، ۵۰ واتِ دیگر نیز برای سامانهٔ سرمایشی آن نیاز است. ایسلند دارای آب و هوایی سرد در تمام طول سال است. این کشور همچنین دارای امکان برق زمین‌گرمایی کرنی است. اولین مکان مبتنی بر این ویژگی‌ها در این کشور ایجاد شده و کابل‌های فیبرنوری متصل‌کنندهٔ این کشور به آمریکای شمالی و اروپاست.
مکان‌یابی، یکی از عوامل است که بر مصرف انرژی و تأثیرات محیطی مزارع سرور اثر می‌گذارد. در مناطقی که به صورت طبیعی سرد هستند و نیز انرژی‌های تجدیدپذیر در آنجا وجود دارد، تغییرات محیطی متعادل است. اگرچه کشورهایی با این شرایط، مانند فنلاند، سوئد، سویس، به دنبال جذب مراکز داده‌ای رایانش ابری هستند.